# Gerhard Weibold

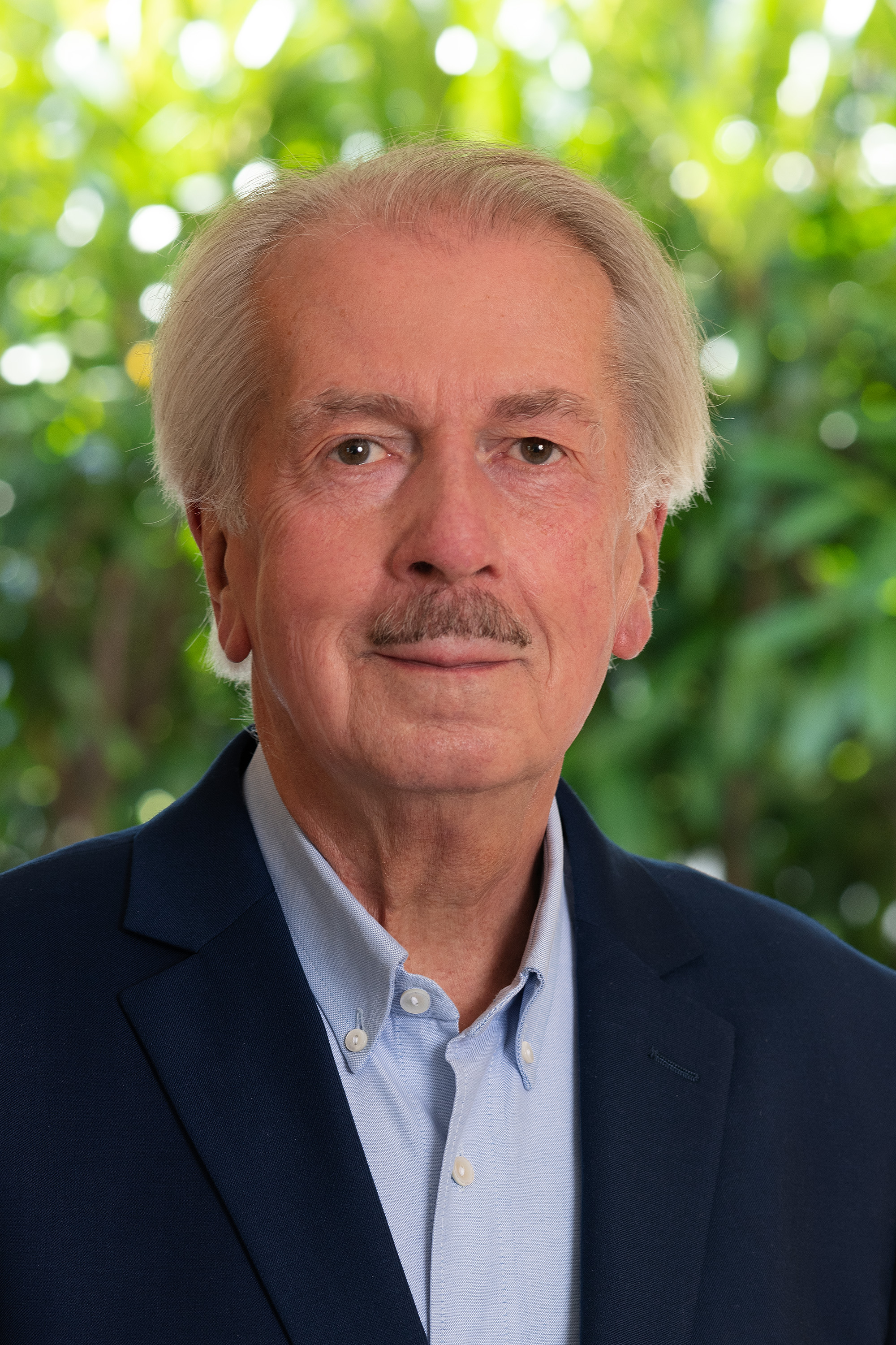
Gerhard Weibold (2019)

Gerhard Weibold (* 13. März 1951 in Wien) ist ein österreichischer Unternehmer und Hochschullehrer.

## Leben
Gerhard Weibold legte die Reifeprüfung (1971) an der Handelsakademie I in Wien ab. Nach der Ableistung des Präsenzdienstes in Niederösterreich absolvierte er das betriebswirtschaftliche Studium an der Wirtschaftsuniversität Wien mit Sponsion (1976) zum Magister und mit Promotion (1978) zum Doktor der Sozial- und Wirtschaftswissenschaften. Seine Dissertation war einem Sonderproblem der finanzmathematischen Investitionsrechnung gewidmet.
Nach seinem Studienabschluss war er mehr als zwölf Jahre an der Wirtschaftsuniversität Wien als Vertrags-, Universitäts- und Oberassistent sowie als Universitätslektor tätig. In dieser Zeit hielt er rund 2.500 eigen- oder mitverantwortliche Lehrveranstaltungen ab. Im Universitätskollegium und in der Fachgruppenkommission Betriebswirtschaft nahm er die Funktion eines Mittelbauvertreters wahr. Darüber hinaus war er Lehrbeauftragter im Universitätslehrgang für die Versicherungswirtschaft an der Wirtschaftsuniversität Wien und im Universitätslehrgang für Markt- und Meinungsforschung an der Universität Wien. Er war auch an der Werbeakademie Wien und an der Österreichischen Akademie für Führungskräfte als Vortragender engagiert. Er führt den Berufstitel „Professor“.
Weibold gründete Gesellschaften für Unternehmensberatung und Informationstechnologie, die sich vorwiegend der Konzeption und Realisierung von Marketing- und Softwaresystemen für die Automobil-, Bank- und Versicherungswirtschaft befassten in Österreich, in Deutschland, in der Schweiz und in Tschechien. Zwei seiner Unternehmen wurden mit dem Innovationshauptpreis „Mercur“ (1997 und 2001) der Wirtschaftskammer Wien ausgezeichnet. Später richtete er seinen Fokus auf das Thema „Financial Education“ und rief Initiativen zur interessenunabhängigen Finanzbildung ins Leben. Diese Bildungsportale im Internet wenden sich an Jugendliche und Erwachsene in Österreich und in Deutschland.
Gerhard Weibold lebt und arbeitet in Wien, er ist verheiratet und hat eine Tochter und einen Sohn.

## Publikationen
- Zur Bestimmung des Fehlorientierungsausmaßes des traditionellen Kapitalwertkalküls, Wien 1978
- mit B. Riebesmeier, O. Grau: Analyse der ökonomischen Wirkungen von Kauf und Leasing im Nutzfahrzeugbereich, Wien 1985
- mit P. Faller, H. Dufke: Transportwirtschaftliche Curriculum-Planung für Österreich, Wien 1981
- Die Kosten des betrieblichen PKW-Fuhrparks, Journal für Betriebswirtschaft, 1981
- Der kostenoptimale Nutzungszeitraum betrieblicher Kraftfahrzeuge, Kostenrechnungspraxis, 1982
- Investitionsentscheidungen im Fuhrpark, Österreichische Steuer- und Wirtschaftskartei, 1981
- mit P. Faller: There ist no escape from Transport, Österreichische Hochschulzeitung, 1980
- Wie uns mehr Wissen über Finanzfragen nützt, Die Presse, 2018
- mit R. Mayländer, M. Richter: Finanzbildung, München und Wien 2023, ISBN 978-3-00-074887-5.
- mit E. Judt: Ein Überdenken der Zielgruppen für die Finanzbildung ist dringend erforderlich, bank und markt – die Digitale Bank, 2024